# تپه گبیبه
تپه گبیبه در شهرستان شوشتر، در روستای دیلم جدید واقع شده و این اثر در تاریخ ۵ آذر ۱۳۸۰ با شمارهٔ ثبت ۴۳۳۹ به‌عنوان یکی از آثار ملی ایران به ثبت رسیده است.